# Margit Sahlin
Margit Rigmor Sahlin, född 6 maj 1914 i Johannes församling i Stockholm, död 1 mars 2003 i Oscars församling i Stockholm, var en svensk präst, författare och romanist.

## Biografi
Sahlin var dotter till Enar Sahlin och Rigmor Nettelbladt samt syster till Anna Bohlin, Gunvor Sahlin och Ingvar Sahlin.
Efter studentexamen 1931 blev hon filosofie magister 1934, filosofie licentiat 1936 och filosofie doktor 1940. Sahlin, som disputerat i romanska språk, studerade teologi och blev teologie kandidat 1943, det vill säga innan prästämbetet stod öppet för kvinnor. Hon var åren 1945–1970 sekreterare i Svenska kyrkans centralråd.
Sahlin grundade 1950 S:ta Katharinastiftelsen, som kom att bli ett forum och mötesplats för tvärtänkande och diskussion. Hon var stiftelsens direktor 1950–1970, och förblev därefter dess ordförande till sin död 2003.
På palmsöndagen, 10 april 1960, prästvigdes Sahlin som en av de tre första kvinnorna i Svenska kyrkan. Vigningsgudstjänsten hölls på S:ta Katharinastiftelsen i Österskär, under ledning av ärkebiskop Gunnar Hultgren. Samtidigt vigdes Elisabeth Djurle av biskop Helge Ljungberg i Storkyrkan för Stockholms stift och Ingrid Persson av biskop Ruben Josefson i Härnösands domkyrka för Härnösands stift.
Margit Sahlin blev Sveriges första kvinnliga kyrkoherde 1970, då hon installerades i Engelbrekts församling. Sahlin har haft stor betydelse för Svenska kyrkan, inte bara vad gäller hennes arbete för kvinnors tillträde till prästämbetet, utan även för dialogen kyrka-samhälle. 
Som ung utförde hon ett avgörande pionjärarbete genom att grunda stiftskvinnoråd runt om i Sverige under en tid då kvinnliga teologer inte kunde bli präster. Hon grundade också Kyrkliga kvinnorådet, en paraplyorganisation för stiftskvinnorådet. Sahlin utnämndes till teologie hedersdoktor vid Uppsala universitet 1978.
Hon var sommarvärd för Sveriges Radios program Sommar i P1 den 15 juni 1995.
Margit Sahlin förblev ogift och ligger begravd på Uppsala gamla kyrkogård.
År 2015 bildades Margit Sahlin Akademin, en plattform för meningsutbyte mellan forskning, samhälle, kultur, och kyrka i Margit Sahlins anda, av Madeleine Åhlstedt och Annika Borg. Margit Sahlin Akademins syfte är även att stimulera till forskning om Margit Sahlin.